# Hato Corozal
Hato Corozal is een gemeente in het Colombiaanse departement Casanare. De gemeente, gesticht op 2 november 1664, telt 9618 inwoners (2005). De rivieren Chire, Aricaporo en Casanare stromen door de gemeente.
- Library of Congress Control Number: n2002110642
- Nationale Bibliotheek van Israël: 987007477961805171
- Virtual International Authority File: 125683900

Aguazul · Chameza · Hato Corozal · La Salina · Maní · Monterrey · Nunchía · Orocué · Paz de Ariporo · Pore · Recetor · Sabanalarga · Sácama · San Luis de Palenque · Támara · Tauramena · Trinidad · Villanueva · Yopal